# Rhabdotosperma scrophulariifolia
Rhabdotosperma scrophulariifolia là một loài thực vật có hoa trong họ Huyền sâm. Loài này được (Hochst. & Murb.) Hartl miêu tả khoa học đầu tiên năm 1977.